# 東松山市立高坂小学校
東松山市立高坂小学校（ひがしまつやましりつ たかさかしょうがっこう）は、埼玉県東松山市高坂にある公立小学校。

## 沿革
- 1873年（明治6年）8月17日 - 高坂小学校開設
- 1941年（昭和16年）4月 - 国民学校令により、高坂国民学校へ改称
- 1947年（昭和22年）4月 - 学制改革により、高坂村立高坂小学校へ改称
- 1954年（昭和29年）7月 - 東松山市立高坂小学校に改称
- 1967年（昭和42年）2月 - 校舎落成
- 1968年（昭和43年）8月 - プール竣工
- 1972年（昭和47年）3月 - 体育館竣工
- 1973年（昭和48年）3月 - 管理棟・特別教室落成
- 1978年（昭和53年）12月 - 増築校舎竣工
- 1988年（昭和63年）3月 - 本校舎落成
- 1994年（平成6年）9月 - 特別教室棟の大規模改修工事竣工
- 2010年（平成22年）7月 - 新校舎竣工
- 2023年（令和5年）9月 - 150周年記念式典を挙行

## 主な進学先
- 東松山市立南中学校

## 周辺
- 国道407号

## 交通アクセス
- 東武東上線 高坂駅下車 南東に約400m

## 著名な出身者
- 青葉幸洋（元サッカー選手）